# Entsteiner
Ein Entsteiner oder Entkerner ist ein Küchengerät zum schnelleren Entsteinen von kleinerem Steinobst, dazu gehören Zwetschge, Pflaume, Mirabelle und Kirsche.
Das Arbeitsprinzip ist immer gleich: Die Frucht wird in eine Halterung eingelegt und ein Stab drückt den Kern von oben aus der Frucht.

Bei Geräten für Zwetschgen oder Pflaumen wird die Frucht dabei gleichzeitig von einem Messer in vier Teile angeschnitten.
Entsteiner sind aus Metall oder Kunststoff gefertigt, es gibt verschiedene Bauformen: Handentsteiner oder Standgeräte, einfache Ausführungen oder solche, an mit denen man kleinere und größere Früchte gleichzeitig entsteinen kann. Ganz aufwändige Konstruktionen haben einen Vorratsbehälter für das noch zu bearbeitende Obst, einen Behälter für die ausgestoßenen Kerne sowie eine Rinne, in der die entsteinten Früchte in ein Gefäß kullern.

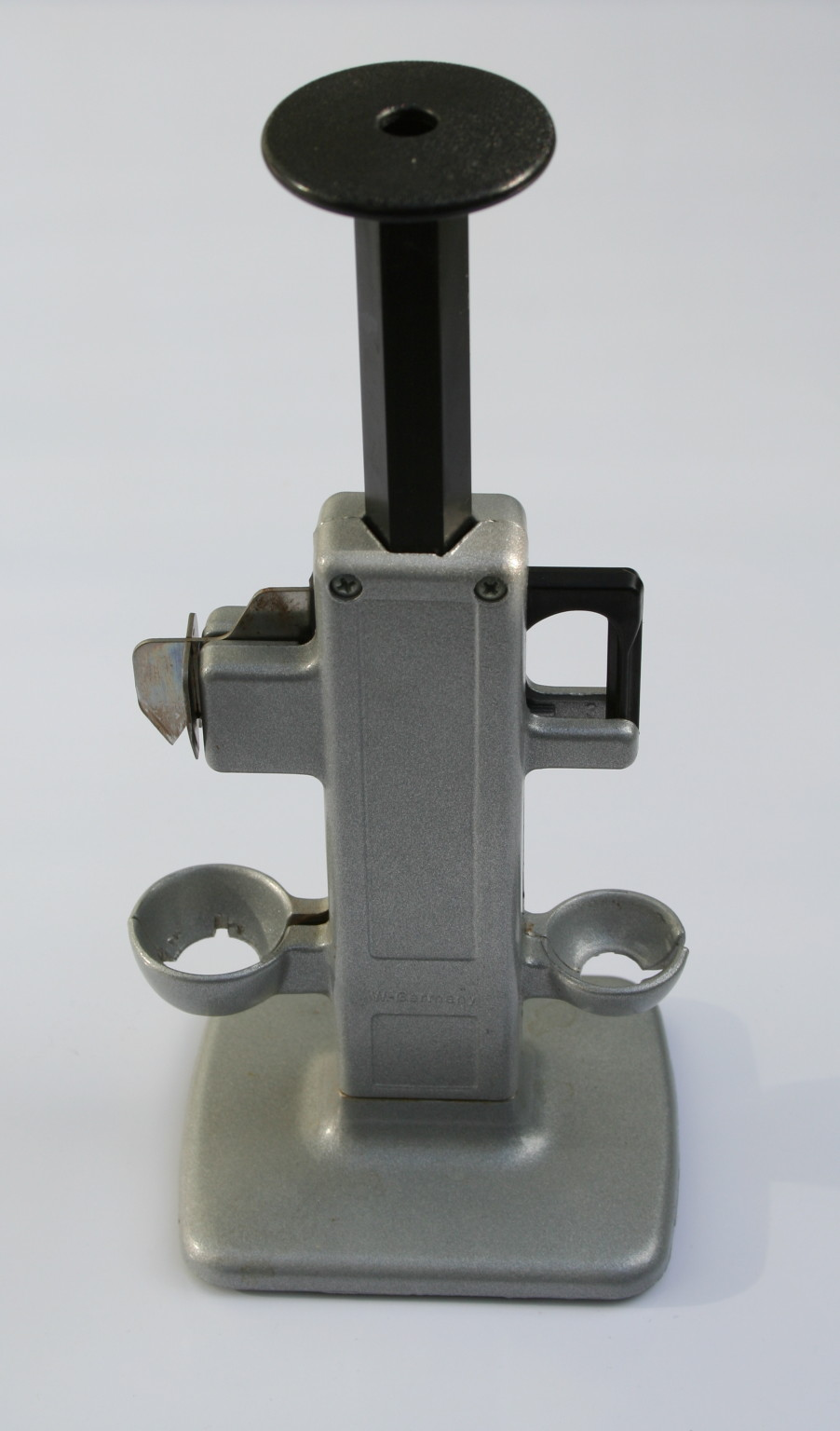
Entsteiner für Kirschen (rechts) und Pflaumen (links)
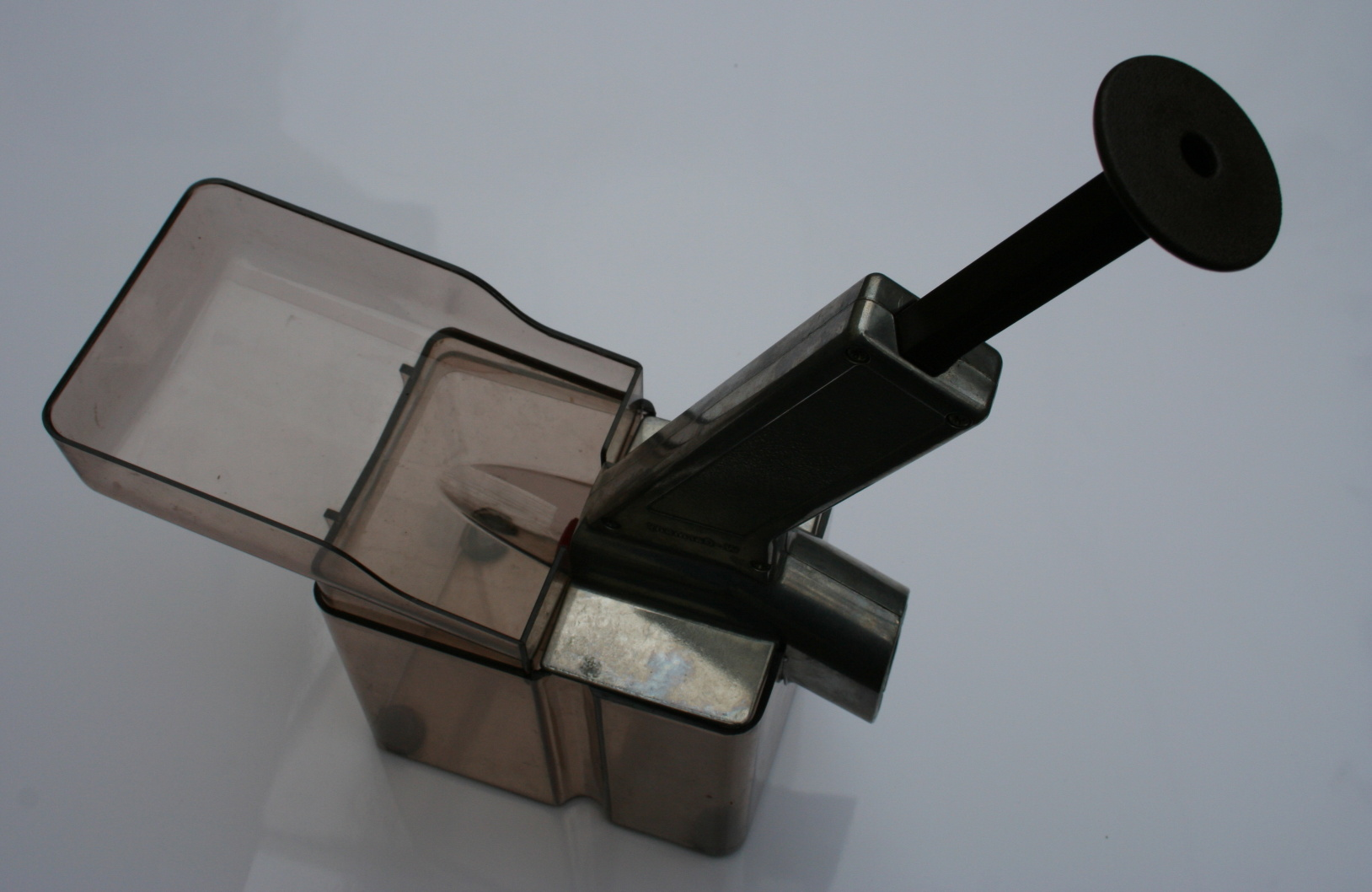
Automatik-Entsteiner mit Vorratsbehälter für die Früchte (links) und Auffangbehälter für die Kerne (unten)
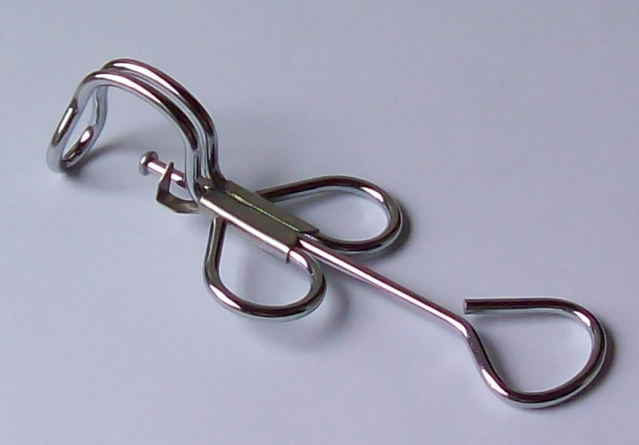
Entsteiner für Kirschen
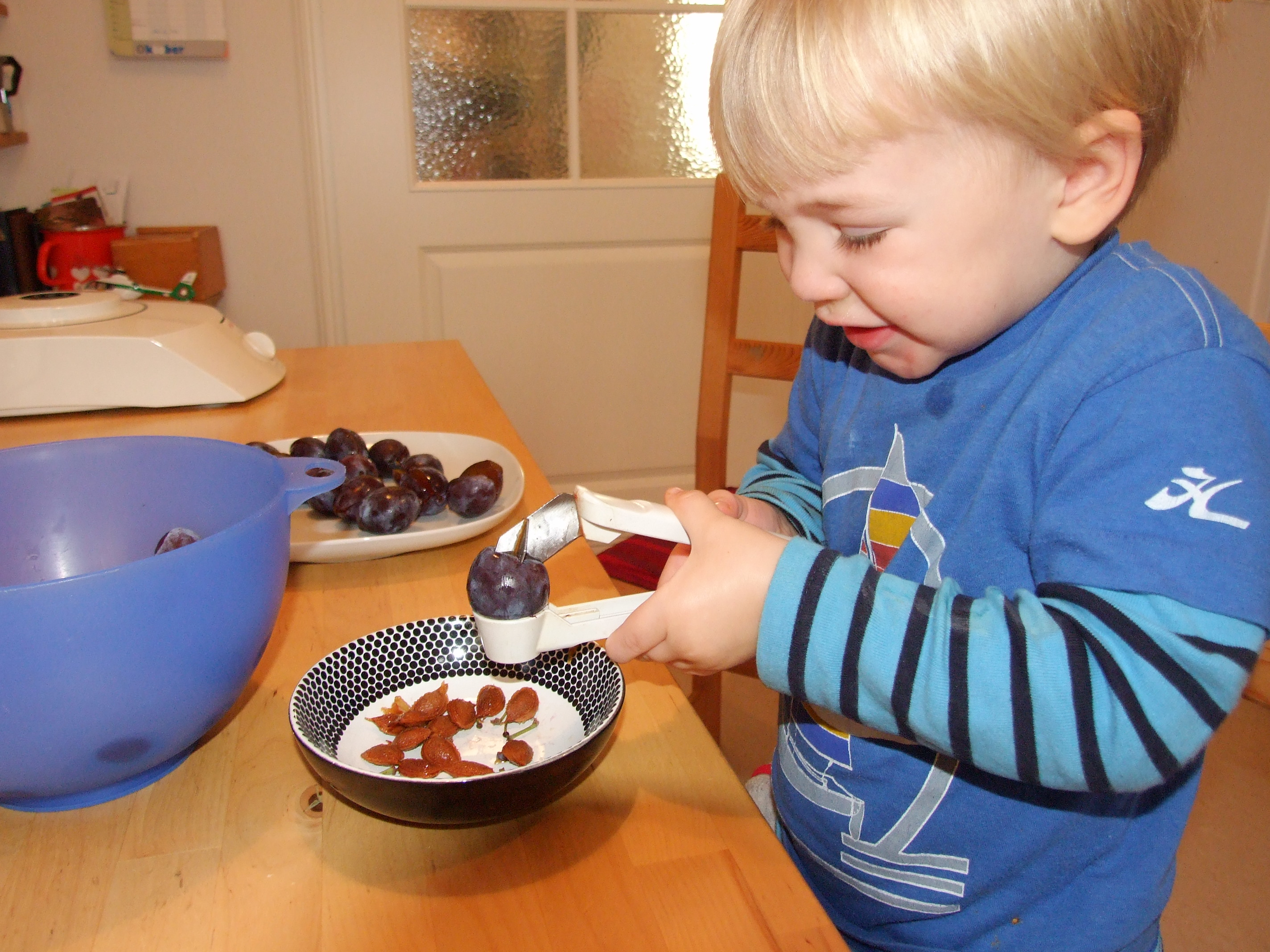
Kind beim Entkernen einer Zwetschge
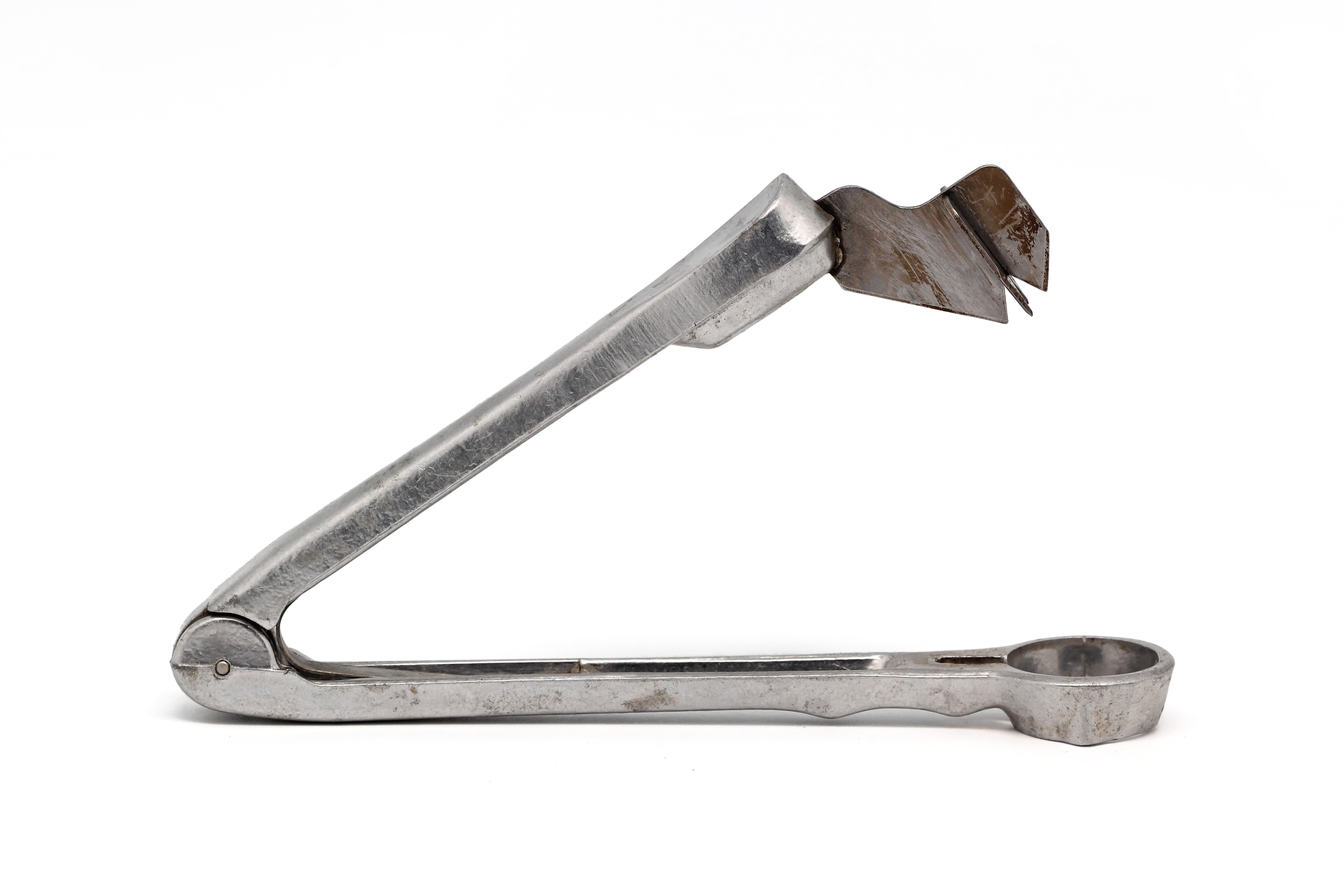
Entsteiner für Pflaumen
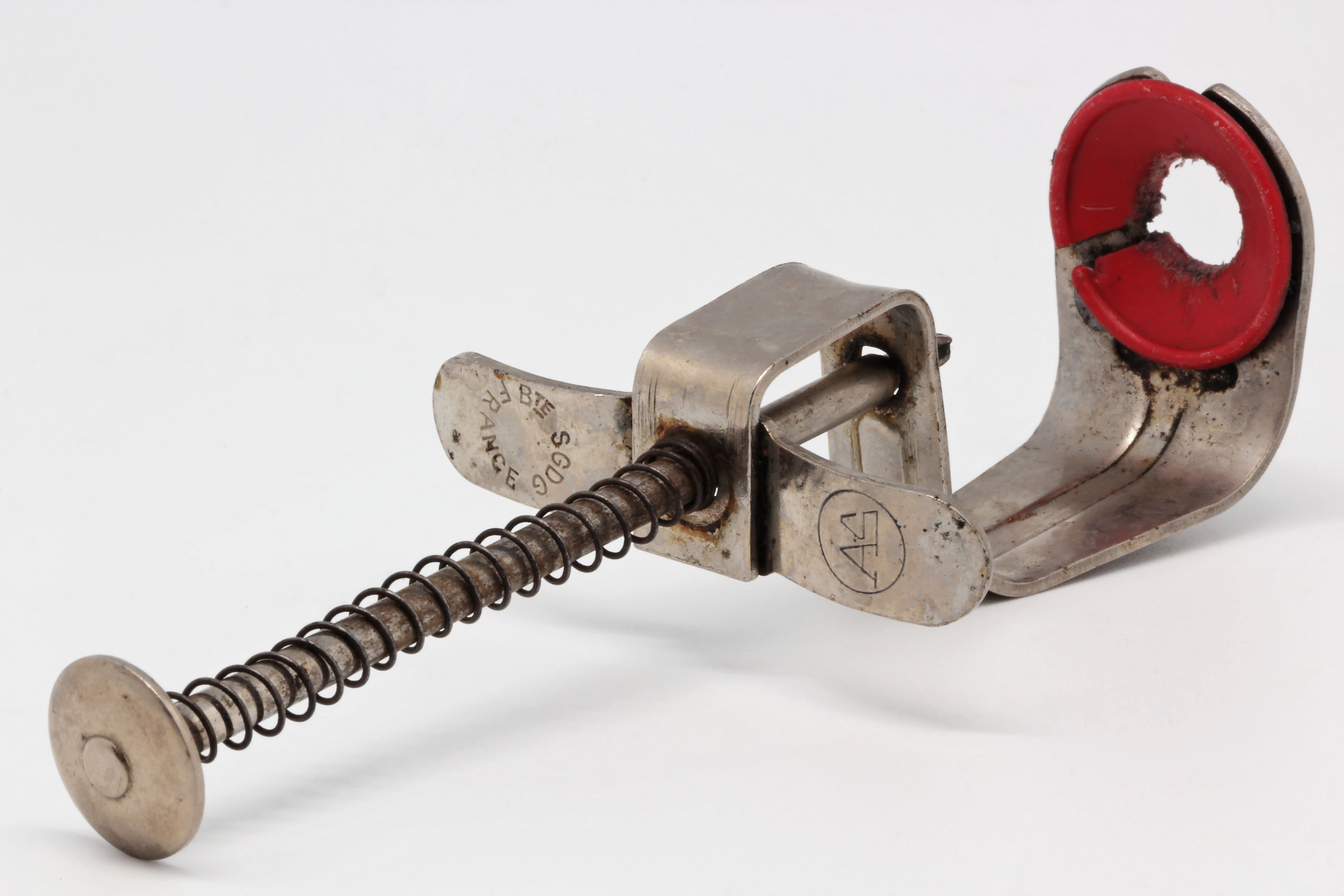
Entsteiner für Kirschen